# Großer Preis von Brasilien 2019
Der Große Preis von Brasilien 2019 (offiziell Formula 1 Heineken Grande Prêmio do Brasil 2019) fand am 17. November auf dem Autódromo José Carlos Pace in São Paulo statt und war das 20. Rennen der Formel-1-Weltmeisterschaft 2019.

## Bericht

### Hintergründe
Nach dem Großen Preis der USA stand Lewis Hamilton mit 67 Punkten Vorsprung auf Valtteri Bottas als Fahrerweltmeister fest. Bottas stand seinerseits als Vizeweltmeister fest, Charles Leclerc lag als Dritter 132 Punkte zurück. In der Konstrukteurswertung standen die ersten drei Positionen bereits fest, hier führte Mercedes mit 216 Punkten vor Ferrari und mit 329 Punkten vor Red Bull Racing.
Beim Großen Preis von Brasilien stellte Pirelli den Fahrern die Reifenmischungen P Zero Hard (weiß, Mischung C1), P Zero Medium (gelb, C2) und P Zero Soft (rot, C3) sowie für Nässe Cinturato Intermediates (grün) und Cinturato Full-Wets (blau) zur Verfügung.
Sebastian Vettel (sieben), Daniil Kwjat, Daniel Ricciardo (jeweils fünf), Antonio Giovinazzi, Kevin Magnussen, Max Verstappen (jeweils vier), Lance Stroll (drei), Romain Grosjean, Hamilton, Leclerc, Kimi Räikkönen (jeweils zwei), Alexander Albon, Pierre Gasly, Sergio Pérez, George Russell und Carlos Sainz jr. (jeweils einer) gingen mit Strafpunkten ins Rennwochenende.
Mit Vettel (dreimal), Hamilton (zweimal) und Räikkönen (einmal) traten drei ehemalige Sieger zu diesem Grand Prix an.
Als Rennkommissare für dieses Rennwochenende fungierten Tim Mayer (USA), Jose Abed (MEX), Emanuele Pirro (ITA) und Max Wilson (BRA).

### Training
Das erste freie Training fand unter wechselnden Wetterbedingungen statt. Während es zu Beginn regnete, trocknete die Strecke gegen Ende des Trainings teilweise ab. Albon war mit einer Rundenzeit von 1:16,142 Minuten Schnellster vor Bottas und Leclerc, verursachte allerdings mit einem Unfall auch den vorzeitigen Abbruch des Trainings.
Im zweiten freien Training, welches auf trockener Strecke stattfand, fuhr Vettel mit einer Rundenzeit von 1:09,217 Minuten die Bestzeit vor Leclerc und Verstappen. Das Training wurde wegen eines Unfalls von Robert Kubica kurzzeitig unterbrochen.
Im dritten freien Training war Hamilton in 1:08,320 Minuten Schnellster vor Verstappen und Leclerc.

### Qualifying
Das Qualifying bestand aus drei Teilen mit einer Nettolaufzeit von 45 Minuten. Im ersten Qualifying-Segment (Q1) hatten die Fahrer 18 Minuten Zeit, um sich für das Rennen zu qualifizieren. Alle Fahrer, die im ersten Abschnitt eine Zeit erzielten, die maximal 107 Prozent der schnellsten Rundenzeit betrug, qualifizierten sich für den Grand Prix. Die besten 15 Fahrer erreichten den nächsten Teil. Verstappen war Schnellster. Sainz jr. erzielte wegen eines technischen Problems an seinem Wagen keine Rundenzeit und qualifizierte sich nicht für den Grand Prix. Neben ihm schieden die beiden Williams-Piloten, Stroll und Kwjat aus.
Der zweite Abschnitt (Q2) dauerte 15 Minuten. Die zehn schnellsten Piloten qualifizierten sich für den dritten Teil des Qualifyings und mussten mit den hier verwendeten Reifen das Rennen starten, alle übrigen Piloten hatten freie Reifenwahl für den Rennstart. Leclerc fuhr seine Rundenzeit auf der Medium-Mischung, alle übrigen Piloten auf der Soft-Mischung. Verstappen war erneut Schnellster. Pérez, die Renault-Piloten, Giovinazzi und Lando Norris schieden aus.
Der finale Abschnitt (Q3) ging über eine Zeit von zwölf Minuten, in denen die ersten zehn Startpositionen vergeben wurden. Verstappen fuhr mit einer Rundenzeit von 1:07,508 Minuten die Bestzeit vor Vettel und Hamilton. Es war die zweite Pole-Position für Verstappen in der Formel-1-Weltmeisterschaft nach dem Großen Preis von Ungarn 2019.
Leclerc wurde wegen der Verwendung des vierten Verbrennungsmotors in dieser Saison um zehn Startplätze nach hinten versetzt.

### Rennen
Beim Start blieb Verstappen in Führung, während Hamilton Vettel in der ersten Kurve überholte und sich den zweiten Platz sicherte. Leclerc gewann in der ersten Runde drei Positionen, womit er nach die erste Runde auf dem 11. Platz landete. In der achten Runde kollidierte Ricciardo mit Magnussen in der vierten Kurve, wobei Magnussen mehrere Plätze verlor und Ricciardo seinen Frontflügel beschädigte. Für die Kollision erhielt Ricciardo eine Fünf-Sekunden-Zeitstrafe.
In der 21. Runde fuhr Hamilton zum Reifenwechsel, um mit einem Undercut Verstappen zu überholen. In der nachfolgenden Runde kam Verstappen zum Reifenwechsel, wobei Hamilton bei der Boxenausfahrt Verstappen überholen konnte. Auf der Start-Ziel-Gerade überholte Verstappen Hamilton bereits in der folgenden Runde.
In Runde 52 musste Bottas das Rennen aufgrund eines Motorschadens aufgeben. Die Rennleitung schickte zur Bergung des Fahrzeugs das Safety-Car auf die Strecke. Verstappen nutzte das Safety-Car um seine Reifen zu wechseln, während Hamilton seine Reifen nicht wechselte und daraufhin den ersten Platz erbte. Verstappen überholte Hamilton direkt nach dem Safety-Car-Start in der ersten Kurve, während Albon in der gleichen Kurve Vettel überholte und sich damit den dritten Platz sicherte.
In der 66. Runde kollidierten Vettel und Leclerc, womit beide Fahrer das Rennen aufgeben mussten. Anschließend schickte die Rennleitung zur Bergung der Fahrzeuge erneut das Safety-Car auf die Strecke. Hamilton nutze diese Phase um auf die Soft-Mischung zu wechseln. Dabei fiel er auf den vierten Platz zurück. In der vorletzten Runde nach dem Safety-Car-Start überholte Hamilton zunächst Gasly und er versuchte Albon in Kurve 11 zu überholen. Dabei kollidierte Hamilton mit Albon, wodurch Hamilton auf den dritten und Albon auf den vorletzten Platz zurückfiel.
Verstappen gewann das Rennen vor Gasly und Sainz jr. Es war der achte Sieg für Verstappen in der Formel-1-Weltmeisterschaft. Gasly und Sainz jr. jerzielten jeweils ihre erste Podestplatzierung. Die Scuderia Toro Rosso erzielte ihre zweite Podestplatzierung der Saison, McLaren die erste seit dem Großen Preis von Australien 2014. Die restlichen Punkteplatzierungen belegten Räikkönen, Giovinazzi, Ricciardo, Hamilton, Norris, Pérez und Kwjat. Da Bottas die schnellste Rennrunde erzielt hatte, jedoch nicht ins Ziel gekommen war, erhielt kein Fahrer den zusätzlichen Punkt.
Hamilton, der ursprünglich als Dritter ins Ziel gekommen war, wurde für das Verursachen einer Kollision mit Albon nachträglich mit einer Zeitstrafe von fünf Sekunden belegt, außerdem erhielt er zwei Strafpunkte.
In der Fahrerwertung standen die ersten beiden Positionen bereits vor dem Rennen fest, Verstappen war nun wieder Dritter. In der Konstrukteurswertung standen die ersten drei Positionen ebenfalls bereits vor dem Rennen fest.

## Meldeliste
| Team                             | Nr. | Fahrer             | Chassis                       | Motor                         | Reifen |
| -------------------------------- | --- | ------------------ | ----------------------------- | ----------------------------- | ------ |
| Mercedes-AMG Petronas Motorsport | 44  | Lewis Hamilton     | Mercedes-AMG F1 W10 EQ Power+ | Mercedes-AMG F1 M10 EQ Power+ | P      |
| Mercedes-AMG Petronas Motorsport | 77  | Valtteri Bottas    | Mercedes-AMG F1 W10 EQ Power+ | Mercedes-AMG F1 M10 EQ Power+ | P      |
| Scuderia Ferrari                 | 05  | Sebastian Vettel   | Ferrari SF90                  | Ferrari 064                   | P      |
| Scuderia Ferrari                 | 16  | Charles Leclerc    | Ferrari SF90                  | Ferrari 064                   | P      |
| Aston Martin Red Bull Racing     | 33  | Max Verstappen     | Red Bull Racing RB15          | Honda RA619H                  | P      |
| Aston Martin Red Bull Racing     | 23  | Alexander Albon    | Red Bull Racing RB15          | Honda RA619H                  | P      |
| Renault F1 Team                  | 03  | Daniel Ricciardo   | Renault R.S.19                | Renault E-Tech 19             | P      |
| Renault F1 Team                  | 27  | Nico Hülkenberg    | Renault R.S.19                | Renault E-Tech 19             | P      |
| Haas F1 Team                     | 08  | Romain Grosjean    | Haas VF-19                    | Ferrari 064                   | P      |
| Haas F1 Team                     | 20  | Kevin Magnussen    | Haas VF-19                    | Ferrari 064                   | P      |
| McLaren F1 Team                  | 55  | Carlos Sainz jr.   | McLaren MCL34                 | Renault E-Tech 19             | P      |
| McLaren F1 Team                  | 04  | Lando Norris       | McLaren MCL34                 | Renault E-Tech 19             | P      |
| SportPesa Racing Point F1 Team   | 11  | Sergio Pérez       | Racing Point RP19             | BWT Mercedes                  | P      |
| SportPesa Racing Point F1 Team   | 18  | Lance Stroll       | Racing Point RP19             | BWT Mercedes                  | P      |
| Alfa Romeo Racing                | 07  | Kimi Räikkönen     | Alfa Romeo Racing C38         | Ferrari 064                   | P      |
| Alfa Romeo Racing                | 99  | Antonio Giovinazzi | Alfa Romeo Racing C38         | Ferrari 064                   | P      |
| Red Bull Toro Rosso Honda        | 26  | Daniil Kwjat       | Scuderia Toro Rosso STR14     | Honda RA619H                  | P      |
| Red Bull Toro Rosso Honda        | 10  | Pierre Gasly       | Scuderia Toro Rosso STR14     | Honda RA619H                  | P      |
| ROKiT Williams Racing            | 40  | Nicholas Latifi    | Williams FW42                 | Mercedes-AMG F1 M10 EQ Power+ | P      |
| ROKiT Williams Racing            | 63  | George Russell     | Williams FW42                 | Mercedes-AMG F1 M10 EQ Power+ | P      |
| ROKiT Williams Racing            | 88  | Robert Kubica      | Williams FW42                 | Mercedes-AMG F1 M10 EQ Power+ | P      |

Anmerkungen
1. 1 2  Latifi bestritt das erste freie Training im Williams mit der Startnummer 40. Kubica übernahm das Fahrzeug anschließend für das restliche Wochenende mit seiner Startnummer 88.

## Klassifikationen

### Qualifying
| Pos.                                                                      | Fahrer             | Konstrukteur              | Q1         | Q2       | Q3       | Start |
| ------------------------------------------------------------------------- | ------------------ | ------------------------- | ---------- | -------- | -------- | ----- |
| 01                                                                        | Max Verstappen     | Red Bull Racing-Honda     | 1:08,242   | 1:07,503 | 1:07,508 | 01    |
| 02                                                                        | Sebastian Vettel   | Ferrari                   | 1:08,556   | 1:08,050 | 1:07,631 | 02    |
| 03                                                                        | Lewis Hamilton     | Mercedes                  | 1:08,614   | 1:08,088 | 1:07,699 | 03    |
| 04                                                                        | Charles Leclerc    | Ferrari                   | 1:08,496   | 1:07,888 | 1:07,728 | 14    |
| 05                                                                        | Valtteri Bottas    | Mercedes                  | 1:08,545   | 1:08,232 | 1:07,874 | 04    |
| 06                                                                        | Alexander Albon    | Red Bull Racing-Honda     | 1:08,504   | 1:08,117 | 1:07,935 | 05    |
| 07                                                                        | Pierre Gasly       | Scuderia Toro Rosso-Honda | 1:08,909   | 1:08,770 | 1:08,837 | 06    |
| 08                                                                        | Romain Grosjean    | Haas-Ferrari              | 1:09,197   | 1:08,705 | 1:08,854 | 07    |
| 09                                                                        | Kimi Räikkönen     | Alfa Romeo Racing-Ferrari | 1:09,276   | 1:08,858 | 1:08,984 | 08    |
| 10                                                                        | Kevin Magnussen    | Haas-Ferrari              | 1:08,875   | 1:08,803 | 1:09,037 | 09    |
| 11                                                                        | Lando Norris       | McLaren-Renault           | 1:08,891   | 1:08,868 | –        | 10    |
| 12                                                                        | Daniel Ricciardo   | Renault                   | 1:09,086   | 1:08,903 | –        | 11    |
| 13                                                                        | Antonio Giovinazzi | Alfa Romeo Racing-Ferrari | 1:09,175   | 1:08,913 | –        | 12    |
| 14                                                                        | Nico Hülkenberg    | Renault                   | 1:09,050   | 1:08,921 | –        | 13    |
| 15                                                                        | Sergio Pérez       | Racing Point-BWT Mercedes | 1:09,288   | 1:09,035 | –        | 15    |
| 16                                                                        | Daniil Kwjat       | Scuderia Toro Rosso-Honda | 1:09,320   | –        | –        | 16    |
| 17                                                                        | Lance Stroll       | Racing Point-BWT Mercedes | 1:09,536   | –        | –        | 17    |
| 18                                                                        | George Russell     | Williams-Mercedes         | 1:10,126   | –        | –        | 18    |
| 19                                                                        | Robert Kubica      | Williams-Mercedes         | 1:10,614   | –        | –        | 19    |
| 107-Prozent-Zeit: 1:13,019 min (bezogen auf Q1-Bestzeit von 1:08,242 min) |                    |                           |            |          |          |       |
| 20                                                                        | Carlos Sainz jr.   | McLaren-Renault           | keine Zeit | –        | –        | 20    |

Anmerkungen
1. ↑  Leclerc wurde für die Verwendung des vierten Verbrennungsmotors in dieser Saison um zehn Startplätze nach hinten versetzt.
2. ↑  Obwohl er sich nicht qualifiziert hatte, wurde Sainz jr. erlaubt, das Rennen vom Ende des Feldes aus zu starten, da er im freien Training ausreichend schnell gewesen war.

### Rennen
| Pos. | Fahrer             | Konstrukteur              | Runden | Stopps | Zeit        | Start | Schnellste Runde |
| ---- | ------------------ | ------------------------- | ------ | ------ | ----------- | ----- | ---------------- |
| 01   | Max Verstappen     | Red Bull Racing-Honda     | 71     | 3      | 1:33:14,678 | 01    | 1:10,862 (61.)   |
| 02   | Pierre Gasly       | Scuderia Toro Rosso-Honda | 71     | 2      | + 6,077     | 06    | 1:12,425 (65.)   |
| 03   | Carlos Sainz jr.   | McLaren-Renault           | 71     | 1      | + 8,896     | 20    | 1:13,158 (63.)   |
| 04   | Kimi Räikkönen     | Alfa Romeo Racing-Ferrari | 71     | 2      | + 9,452     | 08    | 1:13,135 (65.)   |
| 05   | Antonio Giovinazzi | Alfa Romeo Racing-Ferrari | 71     | 2      | + 10,201    | 12    | 1:13,020 (49.)   |
| 06   | Daniel Ricciardo   | Renault                   | 71     | 2      | + 10,541    | 11    | 1:12,733 (44.)   |
| 07   | Lewis Hamilton     | Mercedes                  | 71     | 3      | + 11,139    | 03    | 1:11,082 (46.)   |
| 08   | Lando Norris       | McLaren-Renault           | 71     | 2      | + 11,204    | 10    | 1:12,328 (63.)   |
| 09   | Sergio Pérez       | Racing Point-BWT Mercedes | 71     | 2      | + 11,529    | 15    | 1:12,840 (64.)   |
| 10   | Daniil Kwjat       | Scuderia Toro Rosso-Honda | 71     | 2      | + 11,931    | 16    | 1:12,385 (49.)   |
| 11   | Kevin Magnussen    | Haas-Ferrari              | 71     | 2      | + 12,732    | 09    | 1:13,262 (65.)   |
| 12   | George Russell     | Williams-Mercedes         | 71     | 3      | + 13,599    | 18    | 1:13,752 (57.)   |
| 13   | Romain Grosjean    | Haas-Ferrari              | 71     | 2      | + 14,247    | 07    | 1:13,619 (29.)   |
| 14   | Alexander Albon    | Red Bull Racing-Honda     | 71     | 2      | + 14,927    | 05    | 1:11,087 (52.)   |
| 15   | Nico Hülkenberg    | Renault                   | 71     | 3      | + 18,059    | 13    | 1:12,934 (64.)   |
| 16   | Robert Kubica      | Williams-Mercedes         | 70     | 4      | + 1 Runde   | 19    | 1:14,553 (63.)   |
| 17   | Sebastian Vettel   | Ferrari                   | 65     | 2      | DNF         | 02    | 1:11,384 (51.)   |
| 18   | Charles Leclerc    | Ferrari                   | 65     | 2      | DNF         | 14    | 1:11,423 (63.)   |
| 19   | Lance Stroll       | Racing Point-BWT Mercedes | 65     | 2      | DNF         | 17    | 1:12,603 (65.)   |
| –    | Valtteri Bottas    | Mercedes                  | 51     | 2      | DNF         | 04    | 1:10,698 (43.)   |

Anmerkungen
1. ↑  Hamilton erhielt nachträglich eine Zeitstrafe von fünf Sekunden für das Verursachen einer Kollision.
2. ↑  Hülkenberg erhielt eine Zeitstrafe von fünf Sekunden, da er während der Safety-Car-Phase überholte.

## WM-Stände nach dem Rennen
Die ersten zehn des Rennens bekamen 25, 18, 15, 12, 10, 8, 6, 4, 2 bzw. 1 Punkt(e). Zusätzlich hätte es einen Punkt für die schnellste Rennrunde gegeben, wenn der Fahrer unter den ersten zehn gelandet wäre.

### Fahrerwertung
| Pos. | Fahrer           | Konstrukteur                                      | Punkte |
| ---- | ---------------- | ------------------------------------------------- | ------ |
| 01   | Lewis Hamilton   | Mercedes                                          | 387    |
| 02   | Valtteri Bottas  | Mercedes                                          | 314    |
| 03   | Max Verstappen   | Red Bull Racing-Honda                             | 260    |
| 04   | Charles Leclerc  | Ferrari                                           | 249    |
| 05   | Sebastian Vettel | Ferrari                                           | 230    |
| 06   | Pierre Gasly     | Red Bull Racing-Honda / Scuderia Toro Rosso-Honda | 95     |
| 07   | Carlos Sainz jr. | McLaren-Renault                                   | 95     |
| 08   | Alexander Albon  | Scuderia Toro Rosso-Honda / Red Bull Racing-Honda | 84     |
| 09   | Daniel Ricciardo | Renault                                           | 54     |
| 10   | Sergio Pérez     | Racing Point-BWT Mercedes                         | 46     |

| Pos. | Fahrer             | Konstrukteur              | Punkte |
| ---- | ------------------ | ------------------------- | ------ |
| 11   | Lando Norris       | McLaren-Renault           | 45     |
| 12   | Kimi Räikkönen     | Alfa Romeo Racing-Ferrari | 43     |
| 13   | Nico Hülkenberg    | Renault                   | 37     |
| 14   | Daniil Kwjat       | Scuderia Toro Rosso-Honda | 35     |
| 15   | Lance Stroll       | Racing Point-BWT Mercedes | 21     |
| 16   | Kevin Magnussen    | Haas-Ferrari              | 20     |
| 17   | Antonio Giovinazzi | Alfa Romeo Racing-Ferrari | 14     |
| 18   | Romain Grosjean    | Haas-Ferrari              | 8      |
| 19   | Robert Kubica      | Williams-Mercedes         | 1      |
| 20   | George Russell     | Williams-Mercedes         | 0      |

### Konstrukteurswertung
| Pos. | Konstrukteur          | Punkte |
| ---- | --------------------- | ------ |
| 1    | Mercedes              | 701    |
| 2    | Ferrari               | 479    |
| 3    | Red Bull Racing-Honda | 391    |
| 4    | McLaren-Renault       | 140    |
| 5    | Renault               | 91     |

| Pos. | Konstrukteur              | Punkte |
| ---- | ------------------------- | ------ |
| 06   | Scuderia Toro Rosso-Honda | 83     |
| 07   | Racing Point-BWT Mercedes | 67     |
| 08   | Alfa Romeo Racing-Ferrari | 57     |
| 09   | Haas-Ferrari              | 28     |
| 10   | Williams-Mercedes         | 1      |